# État construit
L'état construit (en latin status constructus) ou annexion est une forme morphologique du nom dans la grammaire de certaines langues afro-asiatiques, particulièrement dans certaines de ses branches  : les langues sémitiques (comprenant notamment l'arabe et l'hébreu), les langues berbères et l'égyptien ancien.
Dans les langues sémitiques, le nom prend l'état construit quand il est suivi d'un complément du nom, et s'en retrouve alors automatiquement défini.

## En arabe
En grammaire arabe, l'état construit est appelé al-ʼiḍāfah (الإضافة; littéralement ajout). On peut le considérer comme un des trois états de détermination possibles du nom, les deux autres étant l'indéfini et le défini. Ces trois états ne doivent pas être confondus avec les trois cas de l'arabe, dont le rôle est d'indiquer la fonction grammaticale du nom et non sa détermination.
L'état construit est très répandu en arabe moderne, employé librement ou dans des expressions figées:
| حاسوبي       | ḥaasuubii           | mon ordinateur           |
| تغيير المناخ | taghyiir al-munaakh | le changement climatique |

En plus de noms basiques, l'état construit peut comprendre des pronoms joints ou noms propres:
| خبراء مجالنا  | khubaraa' majaali-naa | les connaisseurs/experts de notre domaine |
| عمل ماري كوري | عamal maarii kuurii   | le travail de Marie Curie                 |

Bien que l'état construit arabe ne dépende d'aucune préposition pour relier les composants, il les soumet à un nombre de règles portant sur la prononciation (de ـة comme -at) et les terminaisons (suppression de ن sur les noms duels et les pluriels masculins réguliers).
| لاعبو الفريق | laaعibuu al-fariiq | les joueurs de l'équipe      |
| قطبا الكوكب  | quṭbaa al-kawkab   | les deux pôles de la planète |
| طاقة الشمس   | ṭaaqat ash-shams   | l'énergie du Soleil          |

L'état construit ne prend jamais l'article défini الـ, le nom complément peut le prendre ou non.
| رمز الثورة        | ramz ath-thawrah           | le symbole de la révolution       |
| بلد أحلام         | balad aḥlaam               | un pays de rêves                  |
| تمنّيات رئيس الحزب | tamanniyaat ra'iis al-ḥizb | les espoirs du président du parti |

Tout adjectif qui décrit un des éléments vient après la suite de noms:
| قافلة الملك الطويلة | qaafilat al-malik aṭ-ṭawiilah | le long convoi du roi |

### Faux état construit
Il existe également un « faux » état construit (إضافة غير حقيقية) où le premier élément est un adjectif suivi par le trait qu'il qualifie (à l'instar de la structure française large d'épaules). Comme tout autre adjectif, celui-ci s'accorde avec le nom, en dehors de l'état construit, qu'il décrit. À la différence de la construction classique, l'adjectif en tête peut être soit indéfini, soit défini (selon les besoins de la phrase) alors que le nom du trait doit être défini (avec l'article الـ).
| صواريخ طويلة المدى       | ṣawaariikh ṭawiilat al-madaa           | missiles de longue portée       |
| الصاروخ الطويل المدى     | aṣ-ṣaaruukh aṭ-ṭawiil al-madaa         | le missile de longue portée     |
| الرياضيون الواسعو الشُهرة | ar-riyaaḍiyuun al-waasiعuu ash-shuhrah | les sportifs de grande renommée |

L'arabe, n'ayant pas de préfixes, utilise ce faux état construit pour traduire des éléments comme bi-, multi- ou ultra-.
| رُباعي النفّاثات    | rubaaعii an-naffaathaat     | quadro-réacteur     |
| متعدِّد الزوجات     | mutaعaddid az-zawjaat       | polygame            |
| أدوات فائقة الدقّة | 'adawaat faa'iqat ad-diqqah | outils outre-précis |

### Arabe dialectal
En arabe classique, les mots à l'état construit ne prend ni l'article défini al-, ni la marque d'indéfini -n (nounation) après la voyelle qui sert de marque casuelle. En arabe dialectal cependant, l'état construit peut prendre l'article défini quand le complément du nom qui suit prend lui-même l'article et se construit de façon périphrastique : par exemple, en arabe libyen, « la mère du cheikh est belle » se rend par al-ʼumm mtaʻ l-šayḫ ǧamillah, où le mot mtaʻ exprime la relation d'appartenance.
Les règles de prononciation du tāʾ marbūṭa sont étroitement liées à l'état construit, particulièrement en arabe dialectal où l'état construit est la seule situation où le tāʾ marbūṭa se prononce [t].
L'état construit se marque aussi au nombre duel pour le genre féminin comme masculin, ainsi qu'au pluriel des noms masculins formés par suffixation, dits « pluriels sains ». Dans les deux cas le -n final tombe à l'état construit. Cette chute ne se produit pas en arabe dialectal, sauf dans quelques expressions figées.

## En hébreu
En grammaire hébraïque, l'état construit s'appelle smikut (סמיכות, en transcription française smikhout, littéralement « contiguïté »). Exemples :
- bayt — « (une) maison »
- ha-bayt — « la maison »
- bet — « maison de »
- sefer — « un livre »
- bet sefer — « (une) école » (littéralement « maison de livre »)
- bet ha-sefer — « l'école » (en registre soutenu; littéralement « maison du livre »)
- ha-bet-sefer — « l'école » (en registre courant, pour lequel bet-sefer est traité comme un item lexical unitaire; littéralement « la maison de livre »)

- uga — « gâteau »
- gvina — « fromage »
- ugat gvina — « gâteau au fromage »

- dibbur — « parole »
- ħofeʃ — « liberté » (dans ce cas, l'état absolu et l'état construit sont identiques)
- ħofeʃ ha-dibbur — « liberté de parole » (littéralement « liberté de la parole »)

L'hébreu moderne préfère exprimer la possession ou l'appartenance par la préposition ʃel (contraction de aʃer le- « qui est à »); l'usage de l'état construit tend ainsi à se réduire à des expressions figées telles que les mots composés, les titres et les noms propres. Par exemple, pour exprimer « la mère de l'enfant », l'hébreu biblique utilisera l'état construit : em ha-jɛlɛd, tandis que l'hébreu moderne préférera la construction à préposition : haˈima ʃel ha-jeled.

## En berbère
Dans les langue berbères, l'état construit se produit dans le nom berbère lorsqu'il vient après une préposition, après un numéral, ou s'il est un sujet qui vient après le verbe. 
Dans les autres cas le nom berbère reste dans l'état libre (normal).
Exemples : 
- aryaz (l'homme), udem en weryaz (le visage de l'homme).

- aɣrum (le pain), atay ed weɣrum (le thé et le pain).

- tiɣenjayin (les cuillères), sent en tɣenjayin (deux cuillères).

- Timaziɣin (les femmes berbères), ssiwlent Tmaziɣin (les femmes berbères ont parlé).

Mais on a aussi la possibilité : 
- Timaziɣin (les femmes berbères), Timaziɣin ssiwlent (les femmes berbères ont parlé).

(ici il n'y a pas d'état construit).